# Reinickendorf

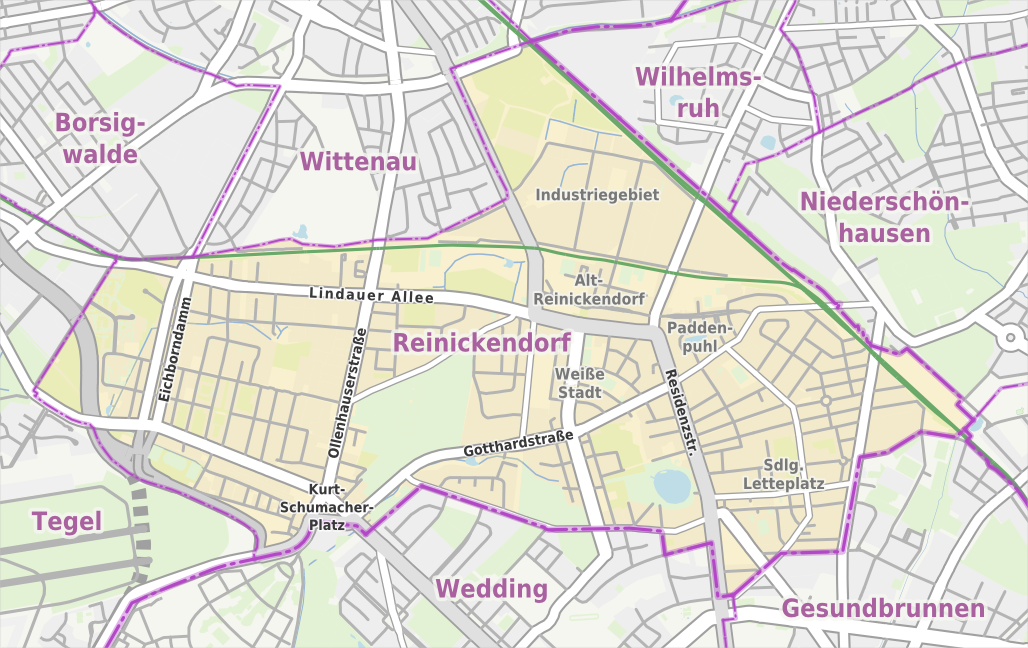
Mappa del quartiere

Reinickendorf (talvolta anche Alt-Reinickendorf) è un quartiere della città tedesca di Berlino. Amministrativamente, appartiene all'omonimo distretto.

## Storia
Nel 1920 Reinickendorf, che fino ad allora costituiva un comune rurale di 41 289 abitanti, venne annessa a Berlino in virtù della legge costitutiva della “Grande Berlino”, venendo assegnata al distretto di Reinickendorf.

## Monumenti e luoghi d’interesse
In esso è situata la Weiße Stadt (in italiano "città bianca"), complesso residenziale costruito tra gli anni 1928 e 1931, secondo i progetti dell'architetto Otto Rudolf Salvisberg, che si estende lungo la via Schillerpromenade. Essendo tale complesso un esempio tipico dell'epoca moderna berlinese nel 2008 è entrato a far parte del patrimonio culturale dell'Unesco.
Nel quartiere è presente anche l'accademia del Ministero degli Esteri tedesco, Villa Borsig Reiherwerder.